# IBM-ova POWER arhitektura
POWER arhitektura je akronim za Performance Optimization With Enhanced RISC, i predstavlja RISC (engl. Reduced Instructions Set Computer) ISA (engl. Instructions Set Architecture) razvijenu od strane IBM-a. POWER serija mikroprocesora je upotrebljena u mnogim procesorima IBM-ovih servera, mini kompjutera, radnih stanica i super kompjutera.

## Istraživanje
1974. IBM je započeo projekat sa ciljem stvaranja telefonske mreže sa potencijalnim kapacitetom od najmanje 300 poziva u sekundi. Radi ostvarenja tog cilja, smatrano je da procesor sa performansom od 12 MIPS-a neophodan što je u to vreme bilo veoma ambiciozno. Ali, problem je pojednostavljen jer ovaj procesor nije morao da obavlja neke specijalno zahtevne instrukcije, već samo ulazno-izlazne operacije, kretanje podataka, povezivanje.
Ova pojednostavljena verzija, gde je svaki korak neke složene operacije predstavljen kao jedna jednostavna mašinska instrukcija, i gde sve one moraju biti izvršene u istom konstantnom vremenu će kasnije biti poznata kao RISC.
Iako su već sledeće godine odustali od ovog projekta, izgledalo je da procesor napravljen u ovu svrhu može biti veoma koristan procesor opšte namene, pa je rad na njemu nastavljen.
U dve naredne godine, granice ovog procesora su bile proširene, kao i mogućnost implementacije, koristeći višestruke izvršne jedinice u cilju poboljšanja performansi (grananje, fiksne i pokretne zareze).
Godine 1985. počelo je istraživanje druge generacije RISC arhitekture, koja je nazvana „Amerika“ arhitektura. Sledeće godine IBM je počeo da razvija RS/6000 serije (familija servera, radnih stanica i super kompjutera) koje su zasnovane na toj arhitekturi.
Krajem osamdesetih godina prošlog veka, započet je Belatriks projekat. Cilj je bio da se upotrebi „Amerika“ arhitektura kao temelj za zajedničku arhitekturu koja je mogla da podrži OS/390 za centralne računare, OS/400 za multiprocesorske servere i AIX za naučne aplikacije.
Početkom devedesetih, ovaj projekat je ugašen jer je smatran preambicioznim.

## POWER 1
Od 1990. godina, kada se pojavio, imao je 2 dorade. 1991. godine napravljen je POWER1+, a 1992. POWER1++. Direktni potomci ovog procesora su RISC Single Chip (RSC) i RAD6000 (kompjuteri otporni na radijaciju, pravljeni za američku vladu). Takođe je napravljen PowerPC 601, namenjen za komercijalnu upotrebu.
POWER1 je bio prvi IBM-ov uspešni RISC procesor kao i predak mnogih uspešnih porodica POWER, PowerPC i procesora sa POWER arhitekturom, koje imaju stotine različitih implementacija.
POWER1 je 32-bitni superskalarni procesor. Sadrži tri velike izvršne jedinice:
- fiksne zareze (engl. fixed point units FXU)
- jedinicu za grananje (engl. branch point unit BPU)
- pokretne zareze (engl. floating point units FPU).

Iako mu je fizička adresa 32-bitna, virtuelna adresa je dugačka 52 bita kako bi se poboljšale performanse pri izvršavanju aplikacija.
Ovo je big-endian CPU koji podržava Harvard arhitekturu, što znači da ima odvojenu keš memoriju za instrukcije i odvojenu za podatke. Keš memorija za instrukcije ili I-keš (engl. Instruction Cache) je veličine 8 KB i može da primi adresu iz glavne memorije na jednu ili dve lokacije i ima dužinu linije od 24 bita. Nalazi se na ICU (engl. Instruction Cache Unit) čipu. Keš memorija za podatke ili D-keš (engl. Data Cache) može podatke iz glavne memorije da smesti na četiri lokacije i ima dužinu linije od 128 bita.
Nažalost, ovaj procesor nije imao mogućnost da podrži više procesora u jednom kompjuterskom sistemu, pa je odbačen. Jedini način da se poboljša je bio da mu se poveća frekvencija, što je bilo teško za takav veliki dizajn procesora.
ICU (engl. Instructions Cache Unit)
Ovaj čip sadrži keš memoriju za instrukcije i uređaj za grananje (BPU) koji se sastoji iz programskog brojača, registra sa kodovima uslova, registra za petlje. ICU takođe sadrži 0,75 miliona tranzistora. Površina mu je oko 160 mm2.
FXU (engl. Fixed Point Unit)
Ovaj čip je odgovoran za dekodiranje i izvršavanje svih instrukcija sa fiksnim zarezom i učitavanje i skladištenje instukcija sa pokretnim zarezom. U izvršavanju koristi registarski fajl, aritmetičko logičku jedinicu za generalne instrukcije i namenske jedinice za množenje i deljenje. Takođe sadrži bafer za instrukcije koji prima instrukcije i sa fiksnim i sa pokretnim zarezom od I-keša, prosleđujući one sa pokretnim zarezom FPU-u. Sadrži oko 0,5 miliona tranzistora i ima površinu oko 160mm2.
FPU (engl. Floating Point Unit)
FPU izvršava instrukcije sa pokretnim zarezom. Podržava paralelnu obradu i može da izvršava instrukcije sa jednostrukom tačnošću i sa dvostruktom tačnošću. Takođe, ima mogućnost da izvršava operacije sabiranja i množenja u jednom ciklusu što ranije nije bilo moguće, što znači da su rezultati precizniji. Ovaj čip takođe sadrži registarski fajl.
DCU (engl. Data Cache Unit)
POWER1 ima 64 KB D-keša implementiran kroz četiri identične D-keš jedinice gde se svaka sastoji od po 16 KB. Keš kao i magistrale koje povezuju ovaj čip sa drugim su zaštićene od grešaka. DCU takodje omogućuje interfejs za memoriju što značajno doprinosi pouzdanosti i dostupnosti memorije. Svaki DCU sadrži otprilike 1,125 miliona tranzistora i ima površinu od 130 mm2.
SCU (engl. Storage Control Unit)
Ovaj procesor kontroliše SCU čip. Sve komunikacije između ICU, FXU i DCU čipova kao i sa memorijom i ulazno-izlaznim uređajima se obavljaju preko ovog čipa. Sadrži oko 0,23 miliona tranzistora i površina mu je 130 mm2.
I/O Unit
Ovaj čip implementira ulazno-izlazni interfejs. Sadrži oko 0,5 miliona tranzistora i ima površinu oko 160 mm2.

## POWER 2
Godine 1993. pojavila se nova generacija, naslednik POWER 1 arhitekture procesora. Kada je predstavljen, ovo je bio najbrži mikroprocesor.
Poboljšanja POWER 1 generacije su uključila:
- više frekvencije (od 55 do 77,5 MHz)
- više FXU i FPU jedinica
- I-keš od 32 KB
- D-keš od 128 ili 256 KB.

POWER 2 je sadržao 6 ili 8 integrisanih kola u zavisnosti od količine D-keša. Sadrži 23 miliona tranzistora i površina mu je oko 1125 mm2.

### POWER2+
Poboljšana verzija POWER 2 arhitekture, optimizovana za obradu transakcija je predstavljena 1994. godine kao POWER2+. Radno opterećenje nastalo zbog obrade transakcija je rezultovalo dodavanjem L2 keš memorije sa kapacitetom od 512 KB, 1 MB ili 2 MB. Ovaj keš je bio povezan sa POWER2+ sa 64-bitnom magistralom (za sisteme nižeg kvaliteta) ili 128-bitnom. Keš za podatke samog procesora je bio manjeg kapaciteta, što je prouzrokovalo manji DCU čip, kao što je i čip za kontrolu skladištenja takođe bio manji. Cilj svega ovoga bio je da se smanje troškovi.
POWER2 Super Čip
P2SC (Power 2 Super Chip) je lansiran 1996. godine kao naslednik POWER 2. Ovaj čip implementran kroz 8 čipova sadržao je 15 miliona tranzistora na 335 mm2. Bio je skoro dva puta brži od POWER 2 operišući na frekvenciji od 120 do 135 MHz.
Ovaj čip može da izvršava šest instrukcija po ciklusu, od koga su dve instrukcije operacije u pokretnom zarezu. Takođe podržava i izvršavanje instrukcija van reda kojim su napisane u programu, ako se tako povećava brzina izvršenja, ali samo kod operacija sa pokretnim zarezom. Sa dve jedinice za grananje, takođe podržava dva grananja po ciklusu, ali se ne mogu istovremeno izvršiti, već je jedno na čekanju dok je drugo u procesu.
PowerPC
Predstavljen je 1993. kao rezultat partnerstva IBM-a, Apple-a i Motorole (AIM alijansa). PowerPC procesor je sadržao većinu instrukcija POWER procesora. Nove instrukcije i osobine su dodate da bi podržale simetrične multiprocesore.
PowerPC linija je imala nekoliko pokušaja koji su rezultovali modelom 604e. Njegove glavne prednosti u odnosu na POWER 2 su:
- više procesora
- veća frekvencija (332 MHz)
- dodavanje L2 keš memorije
- povećana memorija
- ulazno-izlazni slotovi
- veća propusna moć
- podržava operacije i u big endian i u little endian režimu
- 64-bitna specifikacija koja je kompatibilna „naniže“ sa 32-bitnom.

PowerPC arhitektura predstavljala je IBM-ov ulazak u svet multiprocesorkih sitema i vremenom je zamenila sve prethodne uniprocesorske sisteme.
Neke od karakteristika 604e modela:
- od 1 do 4 procesora po računaru
- L1 D-keš od 32 KB
- L1 I-keš od 32 KB
- L2 keš memorija od 256 KB
- Do 3 GB deljene memorije
- odvojena adresna magistrala i magistrala za podatke
- 7 čipova: 1 FPU, 3 FXU, BPU, CRU (Condition Registar Unit) - registar sa uslovima koda, i jedinica za učitavanje i skladištenje.

Godine 2006., PowerPC je preimenovan u Power ISA.

## POWER 3
POWER 3 je mikroprocesor, dizajniran i proizveden u IBM-u i predstavljao je stapanje POWER 2 jednoprocesorske i PowerPC višeprocesorske arhitekture. Predstavljen je 1998. godine.
Baziran je na PowerPC-u 620, koji je bio pokušaj implementacije PowerPC-a i nije zadovoljio očekivanja, da bi kasnije propao u komercijalnom smislu. Kao i PowerPC 620, POWER3 ima 3 FXU, ali je jedna FPU zamenjena sa dve i dodata je još jedna jedinica za učitavanje i skladištenje (ukupno dve).
Neke od karakteristika ove arhitekture su:
- od 2 do 16 procesora po računarskom sistemu
- 64-bitna arhitektura i adresni prostor
- frekvencija od 200 do 450 MHz
- L1 D-keš memorija od 64 KB
- L1 I-keš memorija od 32 KB
- L2 keš memorija se kreće i do 16 MB
- L2 keš memorija ima sopstvenu magistralu koja je povezuje sa glavnom memorijom
- deljena memorija zavisi od modela, ali se kreće do 64 GB
- odvojena adresna magistrala i magistrala za podatke
- 9 čipova: 2 FPU, 3 FXU, 2 čipa za učitavanje i skladištenje, BPU, čip sa uslovnim registrom.[2]

Postojalo je 4 modela ove arhitekture: Witerhawk 1, Witerhawk 2, Nighthawk 1 i Nighthawk 2. Razlikovali su se po broju procesora, frekvenciji itd.

### POWER 3 II
POWER 3 II je poboljšana verzija POWER 3 generacije gde je frekvencija povećana na 450 MHz. Sadrži 23 miliona tranzistora i površina mu je 170 mm2.

## POWER 4
POWER 4 je mikroprocesor predstavljen 2001. godine. Ovo je bio prvi procesor sa dva jezgra. Frekvencija mu se kretala od 1,1 do 1,3 GHz.
POWER 4 je imao L2 keš memoriju podeljenu na tri jednaka dela. Svaki deo je imao svoj nezavisni kontroler koji je mogao da podrži 32 bita po ciklusu. Interfejs jezgra je povezivao svaki L2 kontroler sa keš memorijom za podatke ili keš memorijom za instrukcije. Postoji i L3 kontroler, ali je L3 keš memorija zapravo van čipa. Iako je sporija od L1 i L2 keš memorija, brža je od RAM-a.
Ova arhitektura implementira superskalarnu mikroarhitekturu gde se naredbe izvršavaju na visokoj frekvenciji i to ne redom kojim su napisane u programu, već red izvršavanja zavisi od dostupnosti podataka. Tako se ubrzava rad jer se ne čeka na podatke koji nisu odmah dostupni, već se izvršava instrukcija koja je spremna za izvršavanje.
Karakteristike POWER 4 arhitekture:
- dva jezgra po procesoru
- brz ulazno-izlazni interfejs
- frekvenicja od 1 do 1,9 GHz
- superskalarni procesor (8 čipova: 2 FPU, 2 FXU, 2 čipa za učitavanje i skladištenje, jedinica za upravljanje grananjem i registar sa uslovnim kodovima)
- 32 KB D-keša
- 64 KB I-keša
- L2 keš- 1,44 MB po čipu
- 128 MB L3 keša je logički podeljeno na sve čipove.[3]

Može da sadrži do 32 procesora.

### POWER 4+
Ovo je poboljšana verzija POWER 4 arhitekture koja je dostigla radni takt od 1,9 GHz. Sadrži 184 miliona tranzistora i površina mu je 267 mm2.

#### POWER 4 procesor u borbi protiv bolesti
Prvi hardver u koji je ugrađen POWER 4 procesor se koristito za izgradnju jednog od najvećih računarskih sistema na svetu koji treba da pronađe odgovore o bolestima kao što su Alchajmerova bolest ili bolest ludih krava koja se pojavila kod ljudi.
Nemačko društvo Maks Plank zatražilo je od IBM-a da napravi superkompjuter koji će koristiti njegov čip. Ova naučna organizacija koristi kompjuterski sistem koji je u stanju da obavlja 3,8 biliona operacija u sekundi. Naučnici uz njegovu pomoć mogu da usresrede pažnju na nestabilnosti strukture proteina na nivou atoma. Te nestabilnosti mogle bi biti odgovorne i za izvestan broj drugih bolesti pored onih navedenih.
Procesor POWER4 se najpre pojavio u IBM-ovim sistemima visoke klase, a potom i u serverima serije eServer. Za njegovu izradu IBM je koristio bakarnu metalizaciju i tehnologiju silicijuma na izolatoru.

## POWER 5
- POWER 5 je mikroprocesor je poboljšana verzija veoma uspešnog POWER 4[4] mikroprocesora sa četiri puta boljim performansama nego njegov prethodnik. Glavna poboljšanja se ogledaju u podršci simultanom višeprocesnom radu (svaki procesor će moći istovremeno da izvršava dva odvojena procesa), što povećava dosadašnje performanse za 40%, i memorijskom kontroleru (digitalno kolo koje upravlja protokom podataka od i do glavne memorije). Ovo je procesor sa dva jezgra, gde svako podržava jednu fizičku nit i dve logičke, što znači da ceo procesor podržava dve fizičke i četiri logičke niti.

Većina resursa, kao što su registarski fajlovi i izvršne jedinice su podeljeni, iako svaki zadatak ima sopstveni set registra.
Arhitektura procesora POWER5 ima i mogućnost particionisanja kakva postoji u svetu IBM-ovih Unix servera. Zahvaljujući njoj korisnici mogu da naprave i do deset particija po procesoru. U sistemu sa 64 procesora korisnici će moći da naprave čak 512 particija.
- POWER5 je izrađen postupkom od 130 nanometara, a kasnije i 90 nm, i raspolaže ubrzivačkom tehnologijom koja u nekim aplikacijama optimalizuje performanse. To omogućuje da se neki često korišćeni delovi koda, koji su u mnogim popularnim aplikacijama izvršavani softverski, sada izvršavaju hardverski, što povećava brzinu.

Memorijski kontroler podržava i do 64GB RAM memorije.
Sadrži 276 miliona tranzistora i ima površinu oko 389 mm2.
Neke karakteristike POWER5 arhitekture su:
- frekvencija od 1,65 do 2+ GHz
- od 1 GB do 256 GB čvrste memorije
- D-keš od 32 KB
- I-keš od 64 KB
- L2 keš memorija od 1,9 MB po čipu i fizički je bliža procesoru što ubrzava njegov rad
- L3 keš memorija od 36 MB po čipu
- veći broj registara nego u POWER 4 arhitekturi
- Upravljanje strujom- čipovi koji se trenutno ne koriste troše manje struje da bi se sprečilo zagrejavanje.[5]
- IBM je proizveo sledeće tipove POWER 5 modula:
- DCM- uključuje jedan POWER 5 procesor i jednu L3 keš memoriju
- QCM- uključuje dva POWER 5 procesora i dve L3 keš memorije
- MCM- uključuje četiri POWER 5 procesora i četiri L3 keš memorije

### POWER 5+
POWER 5+ je izašao 2005. godine. Manja potrošnja struje mu je bila jedna od prednosti. Manji je od POWER5 procesora sa svojih 243 mm2.
Iako isprva frekvencija nije bila povećana, 2006. godine novija verzija je operisala na brzini od 2.2 GHz, a kasnije te godine je stigla i do 2,3 Ghz.

## POWER 6
- POWER 6 procesor objavljen je 2007. godine kao naslednik POWER 5+ arhitekture. Ima dvostruko bolje performanse nego njegov prethodnik uz približno istu potrošnju energije.

Ovo je dvojezgarni mikroprocesor koji sadži oko 790 miliona tranzistora na svojoj površini od 341 mm2. Vidljiva razlika u odnosu na POWER 5 je da on izvršava naredbe redom. Ova promena često zahteva od softvera da bude rekompajliran u cilju optimizacije performansi, ali POWER 6 dalje pokazuje značajan napredak u odnosu na svog prethodnika.
- POWER 6 takođe podržava ViVA-2 (engl. Virtual Vector Architecture) što omogućava da kombinacija nekoliko POWER 6 procesora radi kao jedan vektorski procesor. Za razliku od skalarnih procesora koji operišu sa pojedinačnim podacima, vektorski procesori operišu sa jednodimanzionalnim nizom podataka.
- IBM povećava radni takt procesora POWER6 na 5 GHz, što je mnogo više od konkurentskih procesora kompanija Intel i Sun. Uprkos visokoj frekvenciji, čip se ne greje previše, zahvaljujući tome što je izrađen 65-nanometarskom tehnologijom, kao i naponu napajanja od samo 0,8 V. Propusni opseg magistrala je 75 GB/s.

Udvostručavanjem radnog takta postojećeg procesora POWER5, IBM prkosi savremenim tendencijama snižavanja frekvencija zarad smanjenja potrošnje energije. Umesto toga, IBM se potrudio oko efikasnosti čipa i još nekih unapređenja dizajna.
U poslednje vreme, proizvođači procesora se više trude da unaprede performanse ugradnjom većeg broja jezgara u čip, umesto povišenja radnog takta. IBM je u procesoru POWER6 pažnju posvetio i jednom i drugom činiocu bez povećanja potrošnje energije.
Neke karakteristike POWER 6 arhitekture:
- podržava od 2 do 64 procesora po ranunarskom sistemu
- sadrži dva jezgra po procesoru
- L1 keš od 64 KB po jezgru
- L2 keš od 4 MB po jezgru
- L3 keš od 32 MB po čipu
- radni takt i do 5 GHz.

Od 2008. godine domen POWER 6 sistema se proširio na „Express“ modele (520, 550 i 560) i Enterprise modele (570 i 595). Modeli su napravljeni da podrže kompanije svih veličina. Na primer, 520 Express je dizajniran za manje poslovne sisteme, dok je Power 595 za velike korporacije. Prednost Enterprise sistema je što podržava CoD (Capacity on Demand) što predstavlja aktiviranje čipova prema licenci, bilo stalno, ili bilo povremeno-prema potrebi.

## POWER 7
2010. IBM je predstavio najnoviju generaciju procesora, POWER 7, koji imaju veći broj jezgara i bolje performanse pri sumultanom višeprocesnom radu.
Radi se o osmojezgarnim procesorima POWER7, kod kojih je svako jezgro sposobno da pokreće četiri programske niti, što znači da procesor može istovremeno da obavi 32 zadatka, odnosno četiri puta više u odnosu na starije procesore Power6.
Novi procesor podržava tehnologiju TurboCore, koja omogućava ubrzavanje aktivnih jezgara radi dobijanja boljih performansi. Osim toga, tehnologija TurboCore rukuje memorijom i opsegom propuštanja podataka na takav način da poboljšava performanse svakog pojedinačnog jezgra.
Procesor POWER 7 je namenjen za rad sa serverima koji mogu dugo vremena da rade bez otkazivanja. Takvi serveri se obično nalaze u energetskim i finansijskim kompanijama, gde obavljaju obradu velikog broja podataka ili se na njima nalaze obimne baze podataka.
Serveri sa procesorima POWER7 uz poboljšane performanse, donose i uštede energije, zahvaljujući tehnologiji pod nazivom Unique Intelligent Energy koja omogućava da se delovi sistema isključe radi uštede energije. Ova tehnologija omogućava i smanjenje brzine rada procesora u jednom ili više servera, što takođe utiče na smanjivanje potrošnje energije.
Korisnicima je omogućeno i da upravljaju sadašnjim aplikacijama i servisima sa manje troškova uz najnovija tehnološka dostignuća u virtuelizaciji, štednji energije, efikasnijim i jeftinijim korišćenjem memorije i boljim performansama u odnosu na troškove. Novi sistemi mogu da donesu četiri puta bolje performanse i četiri puta veće mogućnosti virtuelizacije za istu cenu, energetska efikasnost je tri do četiri puta veća u odnosu na ranije sisteme. Predstavljena su četiri nova sistema bazirana na POWER7 procesorima:
- IBM Power 780 je nova kategorija skalabilnih, high-end servera, koji imaju napredan modularni dizajn sa 64 POWER7 jezgra
- IBM POWER 770 je modularni sistem za preduzeća sa čak 64 POWER7 jezgara
- IBM Power 755 je nod za klastere koji se bave složenim proračunima visokih performansi, sa 32 POWER7 jezgra, Energy Star sertifikatom za energetsku efikasnost, a optimizovan je za najzahtevnije analitičke aplikacije
- IBM Power 750 Express je server za srednja preduzeća, a omogućava četiri puta veći procesorski kapacitet nego njegov prethodnik IBM Power 550 Express,ostajući u istoj kategoriji energetske potrošnje.[7]

 
Osnovne karakteristike POWER 7 procesora:
- 1,2 milijarde tranzistora
- izrađen 45 nm tehnologijom
- radni takt od 3 do 4.25 GHz
- 4, 6 ili 8 jezgara po čipu
- do 4 niti po jezgru
- L1 keš – 32 KB za instrukcije i 32 KB za podatke po jezgru
- L2 keš – 256 KB po jezgru
- L3 keš – ukupno 4 MB po jezgru, zajednički za sva jezgra.[8]

Ovaj procesor sadrži 12 izvršnih jedinica po jezgru: dve celobrojne jedinice, dve jedinice za učitavanje i skladištenje, 4 jedinice za rad u pokretnom zarezu dvostruke tačnosti, vektorska jedinica, jedinica za rad u decimalnom pokretnom zarezu, jedinica za grananje, jedinica uslovnog registra. Instrukcije se izvšavaju preko reda i može se izvršiti čak 6 instrukcija po ciklusu.
Veoma je dobro prilagođen povezivanju u ozbiljan višeprocesorski sistem.
Ovaj processor je obogaćen i velikim brojem registra, kao što su na primer:
- 32 registra opšte namene, 64- bitni
- 32 registra za rad u pokretnom zarezu, 64-bitni
- 32 vektorska registra, 128-bitni
- 64 vektorsko-skalarna registra, 128-bitni.

Propusnost keš memorije pri radnom taktu od 4 GHz je na veoma visokom nivou:
- L1- 192 GB/s
- L2- 192 GB/s
- L3- 128 GB/s.

Propusnost sistemske memorije je:
- maksimalna brzina čitanja 102.33 GB/s
- maksimalna brzina pisanja 51.16 GB/s
- kombinovana maksimalna brzina 136.44 GB/s.

Naslednik ovog čipa, POWER 8 procesor se i dalje razvija u IBM-ovim istraživačkim centrima, a u centru pažnje su poboljšanja simultnog višeprocesnog rada, povećanje broja jezgara, povećanje keš memorije, pouzdanost itd. Biće izrađen tehnologijom od 22 nm, ali datum predstavljanja ovog proizvoda i dalje nije poznat.

## Spoljašnje veze
- IBM